# Терапонтовые
Терапонтовые (лат. Terapontidae) — семейство лучепёрых рыб отряда окунеобразных (Perciformes). Распространены в тропических и тёплых умеренных водах Индийского и западной части Тихого океана. Морские прибрежные, солоноватоводные и пресноводные рыбы. Большинство пресноводных видов встречаются в Австралии и Новой Гвинее. В состав семейства включают 16 родов и 52 вида.

## Описание
Тело удлинённое или овальное, немного сжато с боков. На крышечной кости расположены два шипа, верхний шип короче нижнего. Один спинной плавник с 11—14 колючими и 8—14 мягкими лучами. Колючая и мягкая части плавника разделены выемкой. Колючая часть может убираться в желобок. В анальном плавнике 3 колючих и 7-12 мягких лучей. Хвостовой плавник закруглённый, усечённый или немного выемчатый. Боковая линия полная, заходит на хвостовой стебель. У большинства видов нет зубов на сошнике и нёбных костях. Уникальное для окунеобразных строение плавательного пузыря. Позвонков 25-27. Максимальная длина тела 80 см.

## Классификация
В состав семейства включают 16 родов:
- Amniataba Whitley, 1943
- Bidyanus Whitley, 1943
- Hannia Vari, 1978
- Helotes Cuvier, 1829
- Hephaestus de Vis, 1884
- Lagusia Vari, 1978
- Leiopotherapon Fowler, 1931
- Mesopristes Bleeker, 1873 — Терапоны-мезопристы
- Pelates Cuvier, 1829 — Пятнистые терапоны
- Pelsartia Whitley, 1943
- Pingalla Whitley, 1955
- Rhynchopelates Fowler, 1931 — Терапоны-ринкопелатесы
- Scortum Whitley, 1943
- Syncomistes Vari, 1978
- Terapon Cuvier, 1817 — Терапоны
- Variichthys Allen, 1993